# رانسید (گروه موسیقی)
رانسید (به انگلیسی: Rancid) یک گروه پانک راک آمریکایی است که در سال ۱۹۹۱ در برکلی، کالیفرنیا تشکیل شد. رانسید که توسط تیم آرمسترانگ و مت فریمن، اعضای سابق گروه اوپریشن آیوی تأسیس شد، اغلب (در کنار گروه گرین دی و آف‌اسپرینگ) به‌عنوان موجی از گروه‌هایی شناخته می‌شود که در اواسط دههٔ ۱۹۹۰ علاقه به پانک راک را در ایالات متحده احیا کردند. رانسید در طول ۳۳ سال فعالیت حرفه‌ای خود، بسیاری از طرفداران اصلی خود را حفظ کرده است، که بیشتر آن‌ها به ریشه‌های موسیقی زیرزمینی‌اش مرتبط بودند.
رانسید از زمان آغاز به کار دو تغییر در ترکیب داشته است که تیم آرمسترانگ و مت فریمن اعضای پیوسته هستند. ترکیب فعلی آنها شامل آرمسترانگ در گیتار و خوانندگی، فریمن در بیس و آواز، لارس فردریکسن در گیتار و خواننده و براندن اشتاینکرت در درام است. این گروه توسط آرمسترانگ، فریمن و درامر سابق برت رید تشکیل شد که در سال ۲۰۰۶ گروه را ترک کرد و استاینکرت جایگزین او شد. این گروه اولین آلبوم خود رانسید (۱۹۹۰) را با پیوستن فردریکسن به گروه در تور بعدی خود ضبط کردند.
رانسید تا به امروز ده آلبوم استودیویی، یک آلبوم تقسیم شده، یک آلبوم تلفیقی، دو نمایش توسعه یافته و یک سری آلبوم زنده فقط آنلاین منتشر کرده است و در تعدادی از آلبوم‌های تلفیقی نیز حضور داشته است. این گروه بیش از چهار میلیون آلبوم در سراسر جهان فروخته است، که آن را به یکی از موفق‌ترین گروه‌های پانک راک در تمام دوران تبدیل کرده است. این گروه در سال ۱۹۹۴ با دومین آلبوم استودیویی خود به نام بیا برویم که شامل تک آهنگ «رستگاری» بود به محبوبیت رسید. در سال بعد، رانسید آلبوم بسیار موفق خود را منتشر کرد ... و گرگ‌ها بیرون بیایند، که معروف‌ترین آهنگ‌های خود را «ریشه‌های رادیکالز»، «روبی سوهو» و «بمب ساعتی» تولید کرد و توسط انجمن ضبط موسیقی آمریکا گواهی طلا و پلاتین دریافت کرد، بیش از یک میلیون نسخه تنها در ایالات متحده فروخت. شش آلبوم بعدی آنها - زندگی منتظر نخواهد ماند (۱۹۹۸)، رانسید (۲۰۰۰)، فناناپذیر (۲۰۰۳)، بگذارید دومینوها سقوط کنند (۲۰۰۹)، ... افتخار تمام چیزی است که می‌دانیم (۲۰۱۴) و مشکل‌ساز (۲۰۱۷) - نیز مورد تحسین منتقدان قرار گرفتند، اگرچه از نظر تجاری به اندازه ... و گرگ‌ها بیرون بیایند موفق نبودند. این گروه دهمین آلبوم خود را با نام فردا هرگز نمی‌آید در سال ۲۰۲۳ منتشر کرد.

## تاریخچه

### تاریخ اولیه (قبل از ۱۹۹۳)
دوستان دوران کودکی تیم آرمسترانگ و مت فریمن با هم در آلبانی، کالیفرنیا، یک جامعهٔ کوچک طبقهٔ کارگر در نزدیکی برکلی بزرگ شدند. این دو از سال ۱۹۸۷ تا ۱۹۸۹ در گروه تأثیرگذار اسکا پانک اوپریشن آیوی با هم اجرا می‌کردند. این گروه در صحنهٔ پانک در خیابان گیلمن شماره ۹۲۴، یک باشگاه و محل کنسرت با گروه‌های پانک منطقهٔ خلیج محبوبیت یافت. زمانی که اوپریشن آیوی از هم پاشید، آرمسترانگ و فریمن تصمیم گرفتند یک گروه جدید تشکیل دهند و یک گروه اسکا پانک به نام داون فال تشکیل دادند که پس از چند ماه منحل شد. آنها سپس یک گروه هاردکور پانک به نام ژنراتور را راه‌اندازی کردند، که مدت کوتاهی بعد نیز منحل شد. آنها همچنین اسکا را شروع کردند که بر روی گروه دنس هال کرشر تأثیر گذاشت، اگرچه مدت کوتاهی پس از تشکیل گروه، گروه را ترک کردند. در این مدت، آرمسترانگ با اعتیاد به الکل دست و پنجه نرم می‌کرد و فریمن برای اینکه او را روی علایق دیگر متمرکز کند، به آنها پیشنهاد داد که گروه جدیدی تشکیل دهند. در سال ۱۹۹۱، آنها برت رید، هم اتاقی آرمسترانگ را به عنوان درامر خود به خدمت گرفتند و رانسید را تشکیل دادند.
چند ماه پس از شروع گروه، رانسید شروع به اجرا در اطراف منطقه برکلی کرد و به سرعت طرفداران خود را پیدا کرد. اولین نسخهٔ ضبط شدهٔ رانسید یک آلبوم چندآهنگه با نام خود گروه، رانسید را در سال ۱۹۹۲ برای ناشر قدیمی اوپریشن آیوی Lookout! Records بود. مدت کوتاهی پس از انتشار پخش گسترده، گروه !Lookout را ترک کرد و با شرکت نوازندهٔ گیتار گروه بد ریلیجین، برت گورویتز، Epitaph Records قرارداد امضا کرد. رانسید اولین آلبوم خود، رانسید را با عنوان Epitaph در سال ۱۹۹۳ منتشر کرد.

### پیشرفت موفقیت‌آمیز (۱۹۹۶–۱۹۹۴)

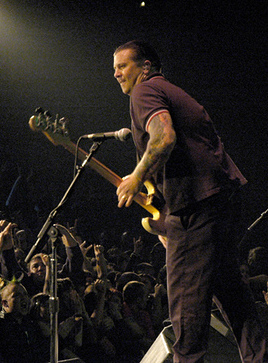
مت فریمن

در حالی که رانسید مشغول نوشتن برای یک آلبوم بعدی بود، بیلی جو آرمسترانگ به آنها پیوست تا آهنگ «رادیو» را بنویسند که منجر به اجرای زندهٔ آرمسترانگ با گروه رانسید شد. تیم قبلاً از لارس فردریکسن خواسته بود که نوازندهٔ گیتار دوم رانسید باشد، اما او ابتدا این درخواست را رد کرد زیرا در آن زمان با گروه UK Subs می‌نواخت. پس از اینکه بیلی جو این درخواست را رد کرد، فردریکسن نظر خود را تغییر داد و به رانسید پیوست.
فردریکسن در دومین آلبوم استودیویی آنها بیا برویم (۱۹۹۴) با گروه اجرا کرد. در آن سال، همتایان آن زمان آنها، گروه آف‌اسپرینگ، موفقیت بزرگی را با آلبوم اسمش خود تجربه کردند. رانسید از تور گروه آف‌اسپرینگ در سال ۱۹۹۴ پشتیبانی کرد، که به آلبوم بیا برویم کمک کرد به ترتیب به رتبهٔ ۹۷ هیت‌سکرزدر مجلهٔ بیلبورد و جدول بیلبورد ۲۰۰ برسد. این آلبوم همچنین اولین نمایش گستردهٔ خود را هنگامی که شبکهٔ ام تی وی ویدیوی تک‌آهنگ «رستگاری» را پخش کرد، ارائه کرد. بیا برویم در ۷ ژوئیه ۲۰۰۰ گواهینامه طلا گرفت و با موفقیت آلبوم، گروه توسط تعدادی از شرکت‌های بزرگ ضبط موسیقی، از جمله ناشر مدونا ماوریک رکوردز، مورد پیگیری قرار گرفت. در این دوره شایعات زیادی منتشر شد. برخی از شایعات این بود که کارمندان Epitaph اجازه نداشتند در مورد مسائل با مطبوعات صحبت کنند، رانسید یک مرد از بخش هنرمندان و رپرتوار از اپیک را متقاعد کرد که موهاوک آبی را بتراشد و مدونا تصاویر برهنهٔ خود را برای گروه ارسال کرد.
گروه در نهایت تصمیم گرفت با Epitaph قرارداد ببندد و سال بعد سومین آلبوم خود ... و گرگ‌ها بیرون بیایند را در ۲۲ اوت ۱۹۹۵ منتشر کرد. این آلبوم از نظر موفقیت به سرعت از بیا برویم پیشی گرفت و به رتبهٔ ۴۵ در جدول آلبوم بیلبورد ۲۰۰ رسید. در ۲۲ ژانویه ۱۹۹۶، آلبوم گواهی طلا گرفت. این آلبوم نقدهای مثبتی دریافت کرد، استفن توماس ارلوین از آل‌میوزیک آلبوم را دارای «لحظه‌های کلاسیک پانک احیاگر» توصیف کرد. ارلوین موسیقی را تحسین کرد و ادعا کرد که این آلبوم «نشان دهندهٔ یک عقب‌نشینی انزواطلبانه به پانک راک آموزشی و سرکشی کنندهٔ زیرزمینی نیست». سه تک‌آهنگ این آلبوم، «ریشه‌های رادیکالز»، «بمب ساعتی» و «روبی سوهو» همگی در آهنگ‌های مدرن راک بیلبورد قرار گرفتند و سنگین‌ترین پخش خود را تا به امروز در ایستگاه‌های رادیویی و ام‌تی‌وی به ارمغان آوردند. گروه همچنین «روتس رادیکالز» و «روبی سوهو» را در شنبه شب زنده اجرا کردند.

### سال‌های میانی (۲۰۰۳–۱۹۹۷)

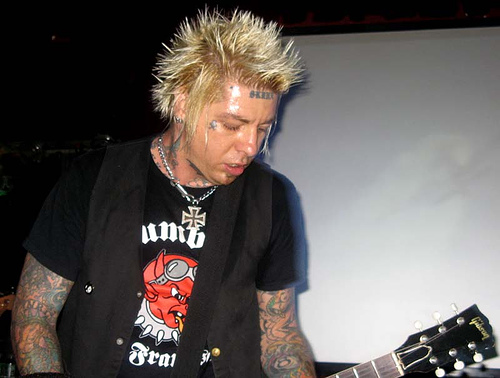
لارس فردریکسن

پس از دو سال تور برای آلبوم ... و گرگ‌ها بیرون بیایند، رانسید در سال ۱۹۹۷ به استودیو بازگشت تا ضبط چهارمین آلبوم استودیویی خود، زندگی منتظر نخواهد ماند را آغاز کند، که در ۳۰ ژوئن ۱۹۹۸ منتشر شد. این آلبوم از سبک‌های موسیقی قبلی رانسید منشعب شد و پانک راک را با عناصری از ریشه‌های رگی، راکابیلی، داب، هیپ هاپ و فانک ترکیب کرد و با آلبوم ساندینیستا! از گروه کلش مقایسه شد. اگرچه این آلبوم به موفقیت ... و گرگ‌ها بیرون بیایند دست نیافت، اما از آن زمان در زمان‌های اخیر طرفداران زیادی پیدا کرده است. در سال ۱۹۹۹، رانسید تصمیم گرفت به رابطهٔ هفت سالهٔ خود با Epitaph پایان دهد و با Hellcat Records تأسیس شده توسط آرمسترانگ (که زیرمجموعه‌ای از Epitaph است) قرارداد امضا کرد.
دومین آلبوم با نام خود گروه، رانسید در ۱ اوت ۲۰۰۰ منتشر شد و اولین آلبوم آنها بود که از طریق Hellcat منتشر شد. این آلبوم نتوانست موفقیت سه آلبوم قبلی رانسید را به دست آورد و در جدول بیلبورد به رتبهٔ ۶۸ رسید. در این آلبوم، گروه تا حد زیادی تأثیرات اسکا پانک خود را کنار گذاشت و آلبومی تحت تأثیر هاردکور ضبط کرد. سال بعد گروه در تور ونز وارپد ۲۰۰۱ شرکت کرد.
سه عضو اصلی رانسید سه آهنگ را با نام گروه Devil's Brigade در سال ۲۰۰۲ منتشر کردند، یکی در آلبوم تلفیقی Give 'Em the Boot III و دو آهنگ در یک صفحه وینیل ۱۲ اینچی. در مارس همان سال، یک آلبوم تقسیم شده با گروه نوئف‌اکس به عنوان BYO Split Series Volume III منتشر شد که در آن رانسید آهنگ‌های نوئف‌اکس و نوئف‌اکس آهنگ‌های رانسید را پوشش داد.
پس از وقفه‌ای از تور در سال ۲۰۰۱، رانسید در سال ۲۰۰۲ به همراه گورویتز به استودیو بازگشت تا ششمین آلبوم استودیویی خود را به نام فناناپذیر ضبط کند که در ۱۹ اوت ۲۰۰۳ منتشر شد و بالاترین آلبوم آنها تا به امروز بود و به رتبهٔ ۱۵ رسید. برخلاف آلبوم‌های قبلی گروه، فناناپذیر نه تنها توسط Epitaph/Hellcat، بلکه توسط کمپانی بزرگ ضبط، وارنر رکوردز توزیع شد، حرکتی که با واکنش‌های شدید طرفداران گروه مواجه شد که وفاداری آنها به صحنهٔ مستقل را زیر سؤال بردند. زمانی که آلبوم منتشر شد، لوگوی وارنر در هیچ جایی روی بسته‌بندی آن دیده نمی‌شد، حرکتی برای پنهان کردن حرکت ناشر اصلی از دید طرفداران. این آلبوم به گرمی مورد استقبال اکثر منتقدان قرار گرفت، اما با نظرات متفاوت طرفداران مواجه شد، برخی از آنها احساس می‌کردند که آلبوم حاوی صدای «پاپیر» است (برخی وارنر را متهم به تأثیرگذاری بر موسیقی می‌کنند) در حالی که برخی دیگر احساس می‌کردند که این آلبوم ترکیبی از ... و گرگ‌ها بیرون بیایند و زندگی منتظر نخواهد ماند است. موزیک ویدیوی آلبوم برای اولین تک‌آهنگ، «سقوط به پایین» نیز به دلیل حضور اعضای گود شارلوت و کلی آزبورن با برخی انتقادات طرفداران مواجه شد.

### وقفه (۲۰۰۵–۲۰۰۴)
در سال ۲۰۰۴، پس از یک تور برای فناناپذیر، رانسید به یک وقفهٔ طولانی رفت. اعضای گروه با پروژه‌های جانبی کار می‌کردند، اگرچه به‌طور رسمی منحل نشده بوند. آرمسترانگ به اجرای پروژهٔ جانبی خود یعنی Transplants ادامه داد که دومین آلبوم خود را با نام شهرهای خالی از سکنه در سال ۲۰۰۵ منتشر کرد. او همچنین در آهنگ گروه سایپرس هیل «شمارهٔ شما چیست؟» از دهمین آلبوم آنها تا زمانی که مرگ ما را جدا کند در گیتار و بک خواننده همکاری کرد. آرمسترانگ همچنین یک آلبوم انفرادی به نام زندگی یک شاعر در مه ۲۰۰۷ منتشر کرد. فردریکسن کار خود را با پروژهٔ جانبی خود لارس فردریکسن و د بستردز ادامه داد و دومین آلبوم استودیویی خود را با نام وایکینگ در سال ۲۰۰۴ منتشر کرد، این آلبوم با همکاری آرمسترانگ نوشته و تولید شد. فریمن برای مدت کوتاهی با گروه سوشال دیستورشن در سال ۲۰۰۴ به عنوان جانشین جان ماورر تور برگزار کرد تا اینکه گروه نوازندهٔ بیس فعلی خود برنت هاردینگ را پیدا کرد. فریمن و فردریکسن هر دو در این مدت صاحب فرزند شدند - فریمن دو فرزند داشت و فردریکسن یک فرزند.

### اصلاحات و آلبوم بگذارید دومینوها سقوط کنند (۲۰۱۰–۲۰۰۶)

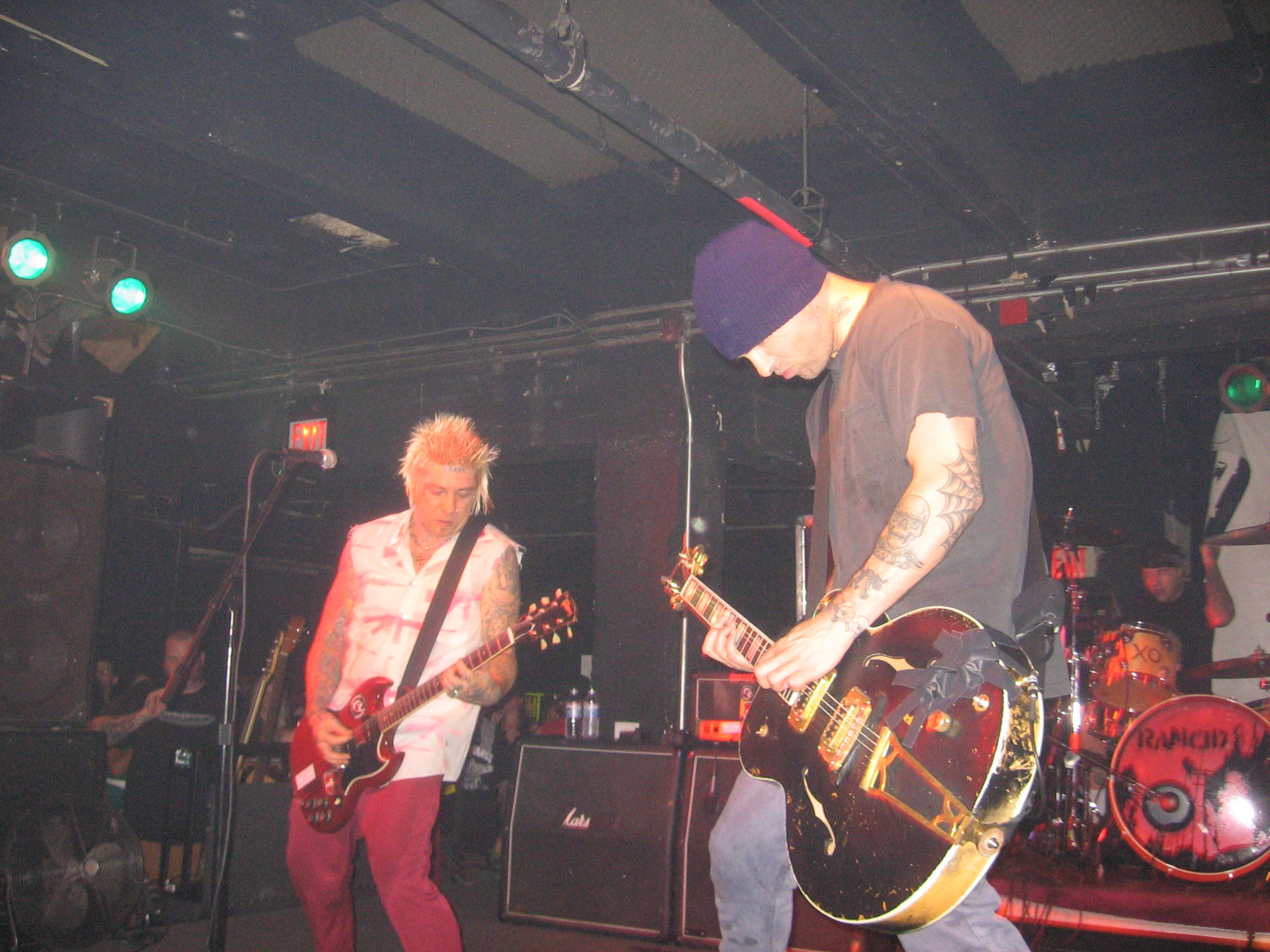
اجرای رانسید در سال ۲۰۰۶

در اوایل سال ۲۰۰۶، رانسید برای شروع یک تور موفق اصلاح شد و تعدادی اجراهای آکوستیک را به عنوان بخشی از مجموعه کنسرت هلکت نایتس Hellcat Records در محل برگزاری Echo اجرا کرد. این اولین اجرای زنده گروه از زمان وقفه بود. در ۱۳ آوریل ۲۰۰۶، رانسید برنامه‌های خود را برای یک تور جهانی که در ژوئیه ۲۰۰۶ آغاز می‌شد، و انتشار یک دی وی دی متشکل از ۳۱ موزیک ویدیو و همچنین تاریخ انتشار آزمایشی بهار ۲۰۰۷ برای یک تور جدید آلبوم استودیویی که هنوز نامش ذکر نشده است، اعلام کرد.
مشابه تعدادی از گروه‌های دیگر که با Lookout! Records قرارداد امضا کردند، در سپتامبر ۲۰۰۶، رانسید نمایشنامهٔ توسعه یافته خود را از کاتالوگ ناشر گرفته بود.
در ۳ نوامبر ۲۰۰۶، رید، رانسید را ترک کرد و براندن اشتاینکرت، که قبلاً یکی از اعضای گروه The Used بود، جایگزین او شد.
رانسید در آوریل ۲۰۰۸ تور ژاپن را برای تعدادی نمایش پس از دو روز آن که در جشنوارهٔ پانک‌اسپرینگ ۲۰۰۸ تیتر شد، برگزار کرد. پس از تور ژاپن، رانسید یک تور کامل در ایالات متحده را در تابستان و یک تور بریتانیا را در زمستان آغاز کرد.
رانسید، یک بار در هفته، یک برنامه رادیویی ایکس‌ام را میزبانی می‌کرد. این برنامهٔ رادیو رانسید نام داشت و ساعت ۲۴ شنبه از شبکهٔ ۵۳ «قارچ» پخش شد. با این حال، نمایش به دلیل اینکه قارچ ۵۳ از برنامه‌نویسی ایکس‌ام گرفته شده بود، لغو شد.
اگرچه برنامه‌هایی برای ادامهٔ فناناپذیر در سال‌های ۲۰۰۵، ۲۰۰۶ و ۲۰۰۷ ذکر شده بود، اما تا ژانویه ۲۰۰۸، زمانی که رانسید برای ضبط آن وارد اسکای‌واکر سوند شد، این برنامه محقق نشد. هفتمین آلبوم استودیویی به نام بگذارید دومینوها سقوط کنند در ۲ ژوئن ۲۰۰۹ منتشر شد. در اواخر ماه مه، فول آلبوم از صفحهٔ مای اسپیس گروه پخش شد. این اولین آلبوم رانسید بدون ترکیب «کلاسیک» آن بود، با براندن اشتاینکرت که در سال ۲۰۰۶ جایگزین برت رید در درام شد. این آلبوم در استودیو ناشناس براندن در یوتا نوشته شد و در اسکای‌واکر سوند در نیکاسیو، کالیفرنیا ضبط شد. بوکر تی جونز، اسطورهٔ موسیقی، ارگ را روی یک آهنگ اجرا کرد. نسخهٔ لوکس آلبوم شامل سی دی، برخی از آهنگ‌های ضبط شده به صورت آکوستیک بر روی سی دی دیگر و ساخت دی وی دی آلبوم بود. بگذارید دومینوها سقوط کنند موفق‌ترین آلبوم گروه در بیلبورد ۲۰۰ شد و در رتبهٔ ۱۱ قرار گرفت. رانسید در تابستان ۲۰۰۹ برای حمایت از بگذارید دومینوها سقوط کنند، با گروه‌های رایز اگنست، Riverboat Gamblers و بیلی تلنت به عنوان گروه‌های آغازین آن، تور آمریکای شمالی را برگزار کرد. این تور در ۴ ژوئن ۲۰۰۹ در ونکوور، بریتیش کلمبیا آغاز شد و در ۳۱ ژوئیه در تورنتو، انتاریو به پایان رسید.
در ۱۰ ژوئن ۲۰۰۹، گروه به عنوان مهمان موزیکال در برنامه امشب با کونان اوبراین در حال نواختن «آخرین کسی که می‌میرد» از بگذارید دومینوها سقوط کنند ظاهر شد.

### آلبوم … افتخار تمام چیزی است که می‌دانیم (۲۰۱۶–۲۰۱۱)

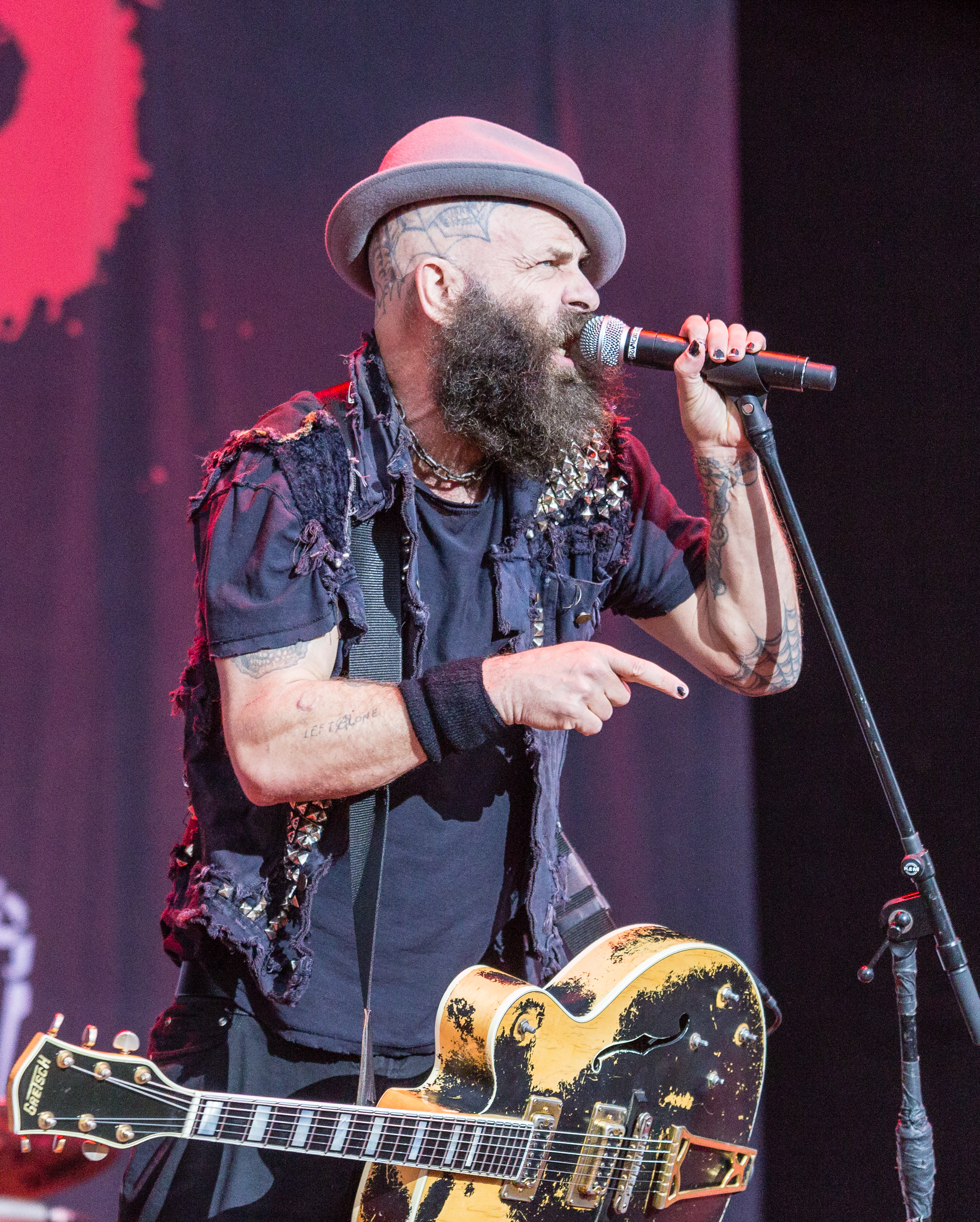
تیم آرمسترانگ

رانسید یک تور کوچک در ایالات متحده با پشتیبانی از گروه بلینک-۱۸۲ از ۲۵ اوت تا ۴ سپتامبر ۲۰۱۱ انجام داد تا آنها را قادر سازد قبل از ورود به استودیو در سپتامبر ۲۰۱۱ برای ضبط هشتمین آلبوم خود با برت گورویتز، خود را گرم کنند. تاریخ انتشار سال ۲۰۱۲ انتظار می‌رفت. گروه همچنین اشاره کرد که یک تور جهانی بیستمین سالگرد آلبوم را همراهی خواهد کرد. آنها به عنوان تیتر یکی از بزرگ‌ترین جشنواره‌های پانک در جهان، Groezrock در بلژیک اعلام شدند. تیم آرمسترانگ اظهار داشت که آلبوم جدید رانسید پس از انتشار آلبوم جدید توسط Transplants منتشر خواهد شد.
در دسامبر ۲۰۱۲، رانسید اولین آهنگ استودیویی جدید خود را پس از سه سال با نام «لعنت به تو» منتشر کرد که آن را برای دانلود رایگان در وب سایت خود در دسترس قرار دادند.
در سال ۲۰۱۲، رانسید، رانسید اسنشیال را منتشر کرد، جعبه‌ای انحصاری آنلاین که بیستمین سالگرد گروه را از طریق Pirates Press Records جشن می‌گرفت. مجموعه جعبه شامل تمام آلبوم‌ها و مجموعه‌های منتشر شده رسمی رانسید از جمله اولین آلبوم چندآهنگه با نام خود گروه از سال ۱۹۹۲ تا ۲۰۰۹ است. این آلبوم‌ها هر کدام به تنهایی در ۷ اینچ منتشر شدند.
در ۶ فوریه ۲۰۱۳، رانسید تصویری از گروه در استودیو در صفحهٔ فیس بوک خود با عنوان «ضبط شروع شد» آپلود کرد. در مصاحبه‌ای در دسامبر ۲۰۱۳ در وب سایت ردیت، براندن اشتاینکرت درامر رانسید فاش کرد که نام آلبوم جدید ... افتخار تمام چیزی است که می‌دانیم است و در سال ۲۰۱۴ منتشر خواهد شد.
در ۲۸ سپتامبر ۲۰۱۴، رانسید آثار هنری و لیست آهنگ برای ... افتخار تمام چیزی است که می‌دانیم را فاش کرد. روز بعد، آنها اعلام کردند که آلبوم در ۲۷ اکتبر ۲۰۱۴ منتشر خواهد شد. در ۳۰ سپتامبر ۲۰۱۴، گروه ویدیویی از آنها در حال اجرای سه قطعه از آلبوم منتشر کرد.
در ۲۵ مارس ۲۰۱۷، رانسید برای اولین بار در برزیل در جشنوارهٔ لالوپالوزا سائوپائولو در مقابل تماشاگرانی که ۱۰۰٬۰۰۰ نفر تخمین زده می‌شدند که در آن جشنواره ۲ روز اول شرکت کرده بودند، نواخت. ترکیب آن شنبه شامل اجراهای گروه‌هایی مانند کریولو، ایکس‌ایکس و متالیکا نیز بود. به همین مناسبت، لارس فردریکسن آخرین آهنگ این کنسرت، روبی سوهو را برای «لمی از موتورهد، دنیا بدون تو جای بدتری است» تقدیم کرد.

### آلبوم‌های مشکل‌ساز و فردا هرگز نمی‌آید (۲۰۱۷–اکنون)

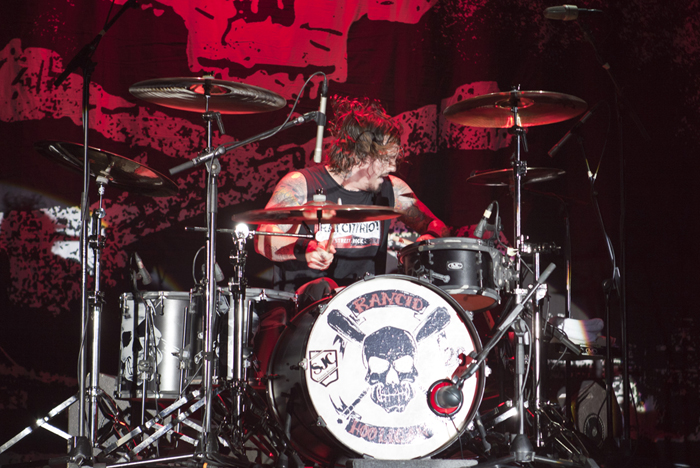
براندن اشتاینکرت

در ۲ مه ۲۰۱۷، رانسید در صفحهٔ فیس بوک خود اعلام کرد که نهمین آلبوم استودیویی آنها، مشکل‌ساز، در ۹ ژوئن منتشر خواهد شد. رانسید در ژوئیه و اوت ۲۰۱۷ به همراه گروه دراپکیک مورفیز، عنوان «تور از بوستون تا برکلی» را بر عهده داشت.
در ژوئن ۲۰۱۹، گزارش شد که رانسید روی دهمین آلبوم استودیویی خود با انتشار پیش‌بینی شده در سال ۲۰۲۰ کار می‌کرد، اگرچه سال بدون انتشار جدید گذشت.
همچنین در سال ۲۰۱۹، آنها تیتر جشنوارهٔ صنایع دستی و آبجوی مسافرتی The Bash شدند و در ماه سپتامبر در آمریکای شمالی با پشتیبانی ارائه شده توسط گروه‌های پنی‌وایز و سویسایدال تندنسیز و English Beat و Aquabats و Turnstile و Iron Reagan و Angel Du$t برنامه برگزار کردند.
رانسید در ژوئن ۲۰۲۱ اعلام کرد که از اوت تا اکتبر ۲۰۲۱ به همراه گروه Dropkick Murphys در تور آمریکای شمالی بوستون به برکلی دوم شرکت خواهند کرد. در مصاحبهٔ نوامبر ۲۰۲۱ با کرنگ!، فردریکسن تأیید کرد که رانسید در آلبوم جدید خود «انجام کارهای پایانی» را انجام داده است.
در ۱۸ آوریل ۲۰۲۳، رانسید اعلام کرد که دهمین آلبوم آنها، فردا هرگز نمی‌آید، در ۲ ژوئن ۲۰۲۳ منتشر خواهد شد. در سال ۲۰۲۳، رانسید به گروه‌های گرین دی و اسمشینگ پامپکینز برای قسمت آمریکای شمالی از تور ساویرز پیوست.

## اعضا

### اعضای کنونی
- تیم آرمسترانگ – آواز، گیتار (۱۹۹۱–اکنون)
- مت فریمن – گیتار بیس، خواننده (۱۹۹۱–اکنون)
- لارس فردریکسن – گیتار، آواز (۱۹۹۳–اکنون)
- براندن اشتاینکرت – درام، سازهای کوبه‌ای، بک آواز (۲۰۰۶–اکنون)

### اعضای تور
- کوین بیونا – کیبورد، بک خواننده (۲۰۱۲–اکنون)

### اعضای پیشین
- برت رید – درام، سازهای کوبه‌ای، بک آواز (۲۰۰۶–۱۹۹۱)

## ترانه‌شناسی
- رانسید Rancid (۱۹۹۳)
- بیا برویم (۱۹۹۴) Let's Go
- ... و گرگ‌ها بیرون بیایند (۱۹۹۵) ‎...And Out Come the Wolves
- زندگی منتظر نخواهد ماند (۱۹۹۸) Life Won't Wait
- رانسید (همچنین به عنوان «رانسید ۲۰۰۰» یا «رانسید ۵» شناخته می‌شود) (۲۰۰۰) Rancid
- فناناپذیر (۲۰۰۳) Indestructible
- بگذارید دومینوها سقوط کنند (۲۰۰۹) Let the Dominoes Fall
- ... افتخار تمام چیزی است که می‌دانیم (۲۰۱۴) ‎...Honor Is All We Know
- مشکل‌ساز (۲۰۱۷) Trouble Maker
- فردا هرگز نمی‌آید (۲۰۲۳) Tomorrow Never Comes